# Menemeni
Menemeni este un oraș în Grecia.